# كلية الخوارزمي الجامعية التقنية
كلية الخوارزمي الجامعية التقنية هي كلية جامعية خاصة تقع في مدينة عمان الأردن. تحتوي الجامعة على برامج البيكالوريس والدبلوم التدريبي والتقني والفني.